# Iancu Caracota
Iancu Caracota (n. 31 martie 1953, Constanța, România) este un senator român, ales în 2016 pe listele PNL. Iancu Caracota este membru în grupurile parlamentare de prietenie cu Republica Lituania, Republica Azerbaidjan și Republica Franceză-Senat.

## Filmografie
- Pruncul, petrolul și ardelenii (1981)
- Iancu Jianu zapciul (1981)
- Iancu Jianu haiducul (1981)
- Comoara (1983)
- Să mori rănit din dragoste de viață (1984)
- Întoarcerea Vlașinilor (1984)
- Anotimpul iubirii (1987)
- Niște băieți grozavi (1988)